# アイヒェンビュール
アイヒェンビュール (ドイツ語: Eichenbühl) はドイツ連邦共和国バイエルン州ミルテンベルク郡に属す町村（以下、本項では便宜上「町」と記述する）。

## 地理
アイヒェンビュールはバイエリシェ・ウンターマイン地方に位置する。

### 自治体の構成
この町は、公式には15の地区 (Ort) からなる。このうち小集落や孤立農場などを除く集落を以下に列記する。
- アイヒェンビュール
- グッゲンベルク
- ヘプディール
- プフォールバッハ・リンク・デア・バッヒェス
- プフォールバッハ・レヒト・デア・バッヒェス
- リーデルン
- ショルハイターホーフ
- ヴィンディッシュブーヒェン

## 歴史
現在のリーデルン地区から同名の地方貴族であるリーデルン家が興った。この一門の紋章である赤いジョッキは、現在も町の紋章のモチーフとして残っている。マインツ大司教領に属したこの町は1803年の帝国代表者会議主要決議によってライニンゲン侯領に組み込まれ、1806年にバーデン領となり、1810年にヘッセン＝ダルムシュタット大公領に移された。1816年にフランクフルト・アム・マインで行われたヘッセン／バイエルン会談で最終的にバイエルン王国領となった。1818年の市町村令を含むバイエルンの行政改革により現在の自治体が成立した。

### 人口推移
- 1970年: 2,553人
- 1987年: 2,680人
- 2000年: 2,809人

## 行政
町長はギュンター・ヴィンクラー (CSU)。町議会は14議席からなる。

## スポーツ
毎年、国際AvD/GAMSCベルクレンネン・ウンターフランケン（ヒルクライムの大会）が開催される。この大会は毎年多くの参加者を集めている。コースは 3.05 kmの長さで、アイヒェンビュールからウムプフェンバッハの間の国道507号線を用いて行われる。

## 経済と社会資本

### 経済
2018年の公式統計によれば、この町に務める社会保険支払い義務のある被雇用者は291人で、製造業に117人が従事している。この町に住む社会保険支払い義務のある被雇用者は1,053人であった。

## 引用
1. ↑  https://www.statistikdaten.bayern.de/genesis/online?operation=result&code=12411-003r&leerzeilen=false&language=de Genesis-Online-Datenbank des Bayerischen Landesamtes für Statistik Tabelle 12411-003r Fortschreibung des Bevölkerungsstandes: Gemeinden, Stichtag (Einwohnerzahlen auf Grundlage des Zensus 2011)
2. ↑  Bayerische Landesbibliothek Online
3. ↑   HdBG アイヒェンビュールの紋章について[リンク切れ]
4. ↑  “6. Sozialversicherungspflichtig beschäftigte Arbeitnehmer seit 2013” (PDF), Statistik kommunal 2019 Gemeinde Eichenbühl:  p. 8 2021年4月23日閲覧。